# Tenchu
Tenchu (天誅?) è una serie di videogiochi stealth riguardanti i ninja. Il
nome è un termine giapponese che significa letteralmente punizione dal paradiso, derivata dal carattere 天 (ten) che significa
paradiso e dal carattere 誅 (chu) che significa pena di morte. Il gioco è noto per i suoi combattimenti con le spade, per lo stile di gioco stealth e per l'ambientazione al periodo feudale giapponese. È uno dei primi videogiochi riguardanti ninja che incorpora anche il camuffamento e l'arte di muoversi senza essere visti da nessuno, un aspetto cruciale del Ninjutsu che è spesso ignorato dai media. Insieme ai tradizionali combattimenti di arti marziali, il gioco comprende anche elementi fantastici e della mitologia giapponese. La serie comprende fino ad ora quattro giochi per PlayStation (due però sono diverse versioni del primo gioco), due per PlayStation 2, uno per Nintendo DS, uno per Xbox, uno per PlayStation Portable e uno per Wii.

## Trama
La serie è ambientata nel periodo feudale giapponese. La storia originale si svolge intorno a due ninja: Rikimaru (力丸?) e Ayame (彩女?). Entrambi appartenenti al clan ninja degli Azuma fin dall'infanzia.
I due ninja servono l'eroico Lord Gohda, e lavorano per lui come spie segrete per eliminare tutti i soprusi e le ingiustizie del suo feudo. Però il malvagio stregone Lord Mei-Oh progetta di distruggere Lord Gohda e, usando il suo servitore Onikage, porta distruzione in tutta la provincia del grande feudatario. Sebbene Mei-Oh venga ucciso nel primo gioco della serie, Onikage appare in tutti i giochi seguenti (eccetto Fatal Shadows) come l'arcinemico dei due ninja protagonisti, soprattutto di Rikimaru. Un altro personaggio maggiore che compare frequentemente è la Principessa Kiku, la figlia di Lord Gohda che spesso "recita la parte" della damigella in pericolo.
Con l'avvento di nuovi videogiochi, la trama della serie è stata sempre ampliata:
- Tenchu: Stealth Assassins (1998): primo videogioco della serie. (PlayStation)
  - Tenchu: Shinobi Gaisen (1999): è una versione del primo gioco uscita solo in Giappone con diverse migliorie e la possibilità di creare missioni. (PlayStation)
  - Tenchu: Shinobi Hyakusen: è un gioco uscito soltanto in Giappone contenenti le 100 migliori missioni ed altre create dal videogioco Shinobi Gaisen, per il resto è identico a quest'ultimo. (PlayStation)
- Tenchu 2: Birth of the Stealth Assassins (2000): narra le vicende avvenute prima di Stealth Assassins. (PlayStation)
- Tenchu: Wrath of Heaven (2003): è la continuazione (sequel) di Stealth Assassins. (PlayStation 2)
- Tenchu: Return from Darkness (2004): è la versione per Xbox di Wrath of Heaven ma contenente nuove missioni ed una grafica leggermente migliore.
- Tenchu: Fatal Shadows (2005): è una storia a parte, focalizzata su Ayame ed un nuovo personaggio chiamato Rin. Si svolge tra Stealth Assassins e Wrath of Heaven. (PlayStation 2)
- Tenchu: Time of the Assassins (2006): è il videogioco per PSP (PlayStation Portable).
- Tenchu: Dark Secret (2006): è il videogioco per Nintendo DS.
- Tenchu Senran/Tenchu Z (2007): è un gioco pubblicato per Xbox 360. Comprende una nuova modalità per creare un ninja e una modalità di gioco cooperativo online.
- Tenchu: Shadow Assassins (2008): è un gioco pubblicato per la Nintendo Wii uscito in Giappone nell'ottobre del 2008. In Italia uscì la versione per Nintendo Wii a febbraio del 2009, mentre la versione per PlayStation Portable è uscita a marzo dello stesso anno.

Oltre ai personaggi giocabili riportati sopra, un terzo ninja, che fa parte della storia, può essere un personaggio giocabile se si completano tutte le altre missioni del gioco (ma solo in Birth of the Stealth Assassins, Wrath of Heaven e Return from Darkness). Birth of the Stealth Assassins possiede il ninja Tatsumaru, mentre Wrath of Heaven/Return from Darkness possiede l'assassino Tesshu. Quest'ultimo è anche presente nel trailer di Tenchu 360, ma non si sa ancora se sarà un personaggio giocabile del gioco.

## Personaggi

### Personaggi principali
- Rikimaru - L'attuale capo del clan ninja degli Azuma, al servizio di Lord Gohda. È un ninja alto con capelli corti color argento e una cicatrice sull'occhio destro. Utilizza ed è il possessore della spada Izayoi, un Ninjatō (spada simile alla katana) che si trasmette di generazione in generazione al capo del clan Azuma. Il suo maestro e predecessore del clan era Shiunsai, ucciso da un altro membro dello stesso clan Azuma, Tatsumaru. Devoto, onorabile e molto riservato, Rikimaru sacrificherebbe senza esitazione la propria vita per chi serve, cosa che effettivamente fa alla fine di Stealth Assassins per poi ricomparire in Wrath of Heaven/Return from Darkness. È un avversario non certo facile da sconfiggere e non mostra la minima pietà verso il nemico, cosa che ha imparato grazie alla cicatrice sull'occhio causatagli da Tatsumaru. La sua capacità di mantenere la calma e il suo fatalismo gli permettono di intraprendere missioni che altri considererebbero suicide. È più forte di Ayame, ma relativamente più lento nei movimenti.
Per la realizzazione del motion capture del personaggio Rikimaru è stato ingaggiato l'attore e maestro di arti marziali Shō Kosugi[senza fonte], che è anche il doppiatore dello stesso personaggio nella versione giapponese di Stealth Assassins.
- Ayame - L'altro unico sopravvissuto del clan Azuma, anche lei al servizio di Lord Gohda. È una cosiddetta kunoichi, cioè un ninja donna, e usa come arma due spade corte gemelle. Ayame è l'ultimo studente scelto dal precedente capo del clan Azuma, Shiunsai, il quale aveva scoperto che la ragazza era piena di talento per le arti ninja e capace di imparare tutto ciò che le veniva insegnato (a differenza di Rikimaru), ma non ne ha mai la pazienza di impararla completamente. È un ninja forte e uccide con una fredda efficienza e senza la minima esitazione, ma mostra la parte più dolce di sé alla Principessa Kiku, la figlia di Lord Gohda, che Ayame ama come una sorella. È molto abile e veloce ma allo stesso tempo furba e silenziosa, oltre che ad avere una lingua tagliente tanto quanto le sue due spade.

### Altri personaggi principali
- Tatsumaru - Un precedente membro del clan Azuma che Rikimaru ha ammirato e Ayame ha amato. Egli era un ninja che preferiva combattere disarmato e una specie di fratello maggiore per Rikimaru e Ayame, ma comunque un combattente molto forte. Tatsumaru era il vero possessore della spada Izayoi e capo del clan Azuma prima di perdere la memoria e diventare un nemico degli stessi Azuma. Dopo aver ucciso la maggior parte dei membri del clan, compreso il maestro Shiunsai, alla fine si suicidò al termine di un combattimento contro Ayame durante un attacco al castello di Lord Gohda come punizione per i suoi crimini dopo aver recuperato la memoria persa. Comunque egli fu resuscitato anni dopo e schiavizzato dal malvagio Tenrai e diventò uno dei suoi signori delle tenebre. Ma Tatsumaru riuscì a liberarsi dall'influenza di Tenrai e aiutò Rikimaru e Ayame a sconfiggere il malvagio, al costo però della sua stessa vita. (compare in Birth of the Stealth Assassins, Wrath of Heaven/Return From Darkness)
- Tesshu Fujioka - Dottore di giorno e assassino di notte. Non è un ninja allenato e non è alle dipendenze di Lord Gohda, al contrario di Rikimaru e Ayame; come Tatsumaru, Tesshu combatte a mani nude, ma ha come arma un assortimento di grossi spilli che usa sia per colpire direttamente, sia come arma da lancio. Tesshu lavora come mercenario in un'organizzazione segreta conosciuta con il nome di Muzen che uccide solo per dispensare giustizia; l'organizzazione ha come capo Zennosuke, un apparente normale cittadino del villaggio dei ronin; Zennosuke alla fine morirà per mano dell'ex mercenario Jinnai, ma sarà prontamente vendicato da Tesshu. (compare in Wrath of Heaven/Return from Darkness, Tenchu 360)
- Rin - Una giovane kunoichi il cui villaggio segreto è stato distrutto. Quando incontra Ayame, arrivata al villaggio in cerca del mancante Rikimaru, inizialmente pensa che Ayame sia la causa della morte dei suoi parenti. Rin ha come arma una spada chiamata Natsume ma preferisce, come Tesshu e Tatsumaru, combattere senza usare armi. Il suo obbiettivo è vendicare i suoi parenti uccisi.

### Personaggi di supporto o ricorrenti
- Lord Gohda - Il signore che il clan Azuma serve con devozione.
- Principessa Kiku - La figlia di Lord Gohda. Sua madre, Lady Kei, è stata uccisa mentre Kiku era solo una bambina. Kiku è come una sorella minore per Ayame.
- Sekiya - Un consigliere di Lord Gohda, sempre preoccupato per la sicurezza del suo padrone crede comunque che i ninja del clan Azuma manterranno in ogni occasione la sicurezza del suo padrone.
- Semimaru - Il cane ninja del clan Azuma che non manca mai di aiutare quando serve (nel gioco viene possibilmente chiamato grazie ad un oggetto), grazie al suo aiuto Rikimaru e Ayame scoprirono la base sotterranea dell'organizzazione criminale Aurora di Fuoco.

### Nemici
- Onikage/Suzaku
- Mei-Oh
- The Burning Dawn/Aurora di Fuoco
- Tenrai
- Jyuzou

#### Onikage/Suzaku
Forse il più interessante personaggio tra i nemici, acerrimo rivale di Rikimaru.
- Onikage

Onikage (鬼 陰?) È un ninja demoniaco e una nemesi apparentemente immortale di Rikimaru. Una volta era uno shinobi mortale che adorava Lord Mei-Oh, il Re Demone. Onikage ha servito il signore demoniaco per anni come suo rappresentante e spia nel regno dei mortali.
In Stealth Assassins Onikage è il servitore e braccio destro di Lord Mei-Oh. La prima volta in cui Rikimaru e Ayame incontreranno Onikage,quest'ultimo scapperá schivando i loro colpi, a metà del gioco ricomparirà come boss fight a sorpresa, ma il combattimento si concluderà a metà dello svolgimento, poi Onikage ricomparirà al penultimo livello come boss e all'ultimo livello come ultimo ostacolo prima di iniziare lo scontro con il boss finale Lord Mei-Oh. Combatte senza armi usando i suoi letali calci, è l'unico nemico a poter usufruire della pozione rigenerativa in combattimento.
In Wrath Of Heaven viene resuscitato da Tenrai e mentre lavora per lui si scontra ancora con Rikimaru, ma agisce alle spalle di Tenrai per riportare in vita il suo vero maestro Lord Mei-Oh. Anche in questo capitolo è un nemico ricorrente che si scontra varie volte con Rikimaru e Ayame, nel gameplay di entrambi appare come ultimo ostacolo del penultimo livello, nella storia canonica perde lo scontro con Rikimaru e scusandosi con Lord Mei-Oh per il proprio fallimento si lancia nel vuoto con una bomba accesa in mano facendosi esplodere; tuttavia dopo il finale del gioco e dei titoli di coda è presente un finale segreto in cui si scopre che Onikage è ancora vivo e si assiste ad un dialogo tra lui e Lord Mei Oh. 
- Suzaku

ancora più interessante la storia di Onikage nei panni di Suzaku, principale rivale di Rikimaru in Birth Of Stealth Assassins.
Suzaku è un bandito a capo di un'élite di malviventi chiamata Aurora Di Fuoco, la stessa di cui fa parte Tatsumaru dopo aver perso la memoria.
Suzaku ha come soprannome "Il Passero Rosso", combatte misteriosamente bendato, è fortissimo sia nel combattimento senza armi che con la spada, ha una amante di nome Yukihotaru, ma sarà lo stesso Suzaku ad ucciderla dopo averla vista perdere uno scontro con Rikimaru affermando ""nessun amore per la debolezza, solo per il potere.""; il filmato finale che appare alla conclusione del videogioco mostra Suzaku come l'unico sopravvissuto dell'Aurora Di Fuoco, a quel punto sulla barca in fiamme si toglie la benda dagli occhi e mostra di essere in realtà Onikage.
Suzaku compare in tre livelli, sempre e solo contro Rikimaru, nonostante nel corso del gioco Suzaku debba venire sconfitto più volte, alla fine della storia rimane l'unico nemico ancora in vita.

#### Lord Mei-Oh
È un demone ed entità sovrannaturale che regna sugli Inferi;
è il boss finale di Tenchu:Stealth Assassins, molto temibile in combattimento, controlla il tuono ed è capace di teletrasportarsi.
Anche dopo essere stato fisicamente ucciso da Rikimaru, la sua anima resta in vita all'interno della sua spada, che è al centro degli eventi di Tenchu:Wrath Of Heaven, in questo capitolo Mei-Oh non compare fisicamente, ma viene nominato molto spesso e lo si sente comunicare telepaticamente con Onikage.
Vuole governare anche il regno dei mortali.
Tra i suoi servitori vi sono:
- Onikage (suo discepolo prediletto, spia e braccio destro; viene ucciso da Rikimaru in Stealth Assassins, ma resuscitato da Tenrai in Wrath Of Heaven)
- Tenrai (il suo discepolo più potente, che però mira ad appropriarsi dei poteri di Mei-Oh; viene ucciso da Rikimaru in Wrath Of Heaven)
- On (una misteriosa monaca viziosa e corrotta da una pietra demoniaca che è a capo del culto Manjii; viene uccisa da Rikimaru in Stealth Assassins)
- Goo (un potente guerriero mentalmente ritardato cresciuto nei boschi che combatte affiancato da un orso addomesticato; viene ucciso da Rikimaru e Ayame in Stealth Assassins)

tra le sue schiere c'è un esercito composto da vari tipi di Demoni e di Ninja demoniaci ed un culto di monaci posseduti.

#### Lady Kagami
È una Kunoichi che si mette a capo dell'Aurora di Fuoco guidando un esercito di Ninja ribelli che cercano di rendersi indipendenti dai Daimyo; è il boss finale di Tenchu:Birth Of Stealth Assassins ed è molto abile nel combattimento con la katana.
Inizialmente è al servizio di Lord Toda (nemico di Lord Gohda, Daimyo per il quale lavorano Rikimaru, Ayame e inizialmente Tatsumaru),
ha un primo scambio di colpi con Tatsumaru durante l'assalto di Lord Toda al castello di Gohda, qui spiega al ninja di essere in cerca di libertà e di indipendenza
e gli propone di passare dalla sua parte, ma Tatsumaru rifiuta, quindi Kagami lo fa scontrare con Seiryu, uno dei suoi guerrieri e se ne va.
Quando Tatsumaru sconfigge Lord Toda, Kagami anziché soccorrere il suo padrone lo uccide tagliandogli la testa, dà fuoco alla testa di Toda e la lancia da un crepaccio, mostrando a Tatsumaru che nello stesso momento altri Ninja si stanno proclamando indipendenti dai propri Daimyo uccidendoli e facendo lo stesso gesto rituale, propone poi di nuovo a Tatsumaru di unirsi a lei, ma lui rifiuta e i due si scontrano.
Nello scontro tra lei e Tatsumaru cadono entrambi in mare durante una tempesta, Tatsumaru perde la memoria e Kagami ne approfitta per arruolarlo nell'Aurora di Fuoco al posto di Seiryu (precedentemente ucciso dallo stesso Tatsumaru); oltre a diventare compagni di battaglia, tra i due nasce un legame sentimentale.
I componenti principali dell'Aurora di Fuoco sono:
- Lady Kagami (capo dell'organizzazione; viene uccisa da Rikimaru)
- Tatsumaru (precedentemente capo del clan Azuma e compagno di Rikimaru e Ayame, diventa il braccio destro di Lady Kagami; si suicida durante uno scontro con Ayame)
- Suzaku, il Passero Rosso (ninja dalle capacità combattive pari a Kagami e Tatsumaru, alla fine del gioco è l'unico componente dell'organizzazione ancora in vita e si rivela essere Onikage in incognito)
- Seiryu, il Dragone Blu (inizialmente un abile guerriero che viene ucciso nel primo livello da Tatsumaru, il quale ne prenderà il posto e il nome in codice)
- Byakko, la Tigre Bianca (abile guerriero affetto da nanismo, combatte assieme alla sua tigre addomesticata; viene ucciso da Rikimaru ed Ayame)
- Genbu, il Titano Verde (potente guerriero ma goffo, obeso, stupido e demenziale, si scontra varie volte con Ayame; viene infine ucciso da quest'ultima)
- Yukihotaru, la Lucciola dei ghiacci (abilissima Kunoichi ed amante di Suzaku/Onikage; viene uccisa dal suo stesso amante)
- Frog, Slug & Snake (tre ninja dalle orrende fattezze mostruose di Rospo, Lumaca e Serpente che combattono in combo; vengono tutti e 3 uccisi da Ayame)
- Kamadoma (un crudele shinobi a capo di un gruppo di ninja di montagna; viene ucciso da Rikimaru)

tra le sue schiere c'è un esercito di ninja ribelli di vario genere.

#### Tenrai
È un anziano ninja stregone molto potente e discepolo di Lord Mei-Oh, al contrario di Onikage che serve fedelmente Mei-Oh, Tenrai intende invece
sfruttarlo per ottenerne i poteri, riuscendo nel suo obiettivo seppur per poco; è il boss finale di Tenchu: Wrath Of Heaven e ha il potere di riportare in vita i morti e di controllare la terra, il ghiaccio e il tuono;
è inoltre capace di teletrasportarsi e di cambiare forma in quella di Demone Serpente; viene infine sconfitto e ucciso da Rikimaru, Ayame e Tatsumaru.
Tra i suoi sottoposti ci sono:
- Onikage (arcirivale di Rikimaru e discepolo di Lord Mei-Oh, viene resuscitato da Tenrai; al termine della storia è l'unico nemico ancora in vita)
- Tatsumaru (ex alleato ed ex nemico di Rikimaru e Ayame, viene resuscitato da Tenrai; ma sceglie di aiutare Rikimaru ed Ayame, quindi viene ucciso dallo stesso Tenrai)
- Kagura (kunoichi e strega dai poteri paranormali, braccio destro di Tenrai; viene uccisa da Ayame)
- Ganda (monaco corrotto semi-immortale dalle dimensioni titaniche e dalla straordinaria potenza; viene ucciso da Rikimaru, Ayame e Tesshu)
- Dr.Kimaira (shinobi psicopatico, usa come armi delle inquietanti marionette meccaniche e semi-organiche; viene ucciso da Rikimaru e Ayame)
- Fratelli Jinnai (due gemelli ex-samurai divenuti prima Ronin, poi sicari nella stessa organizzazione di Tesshu e in seguito assoldati da Tenrai; vengono uccisi da Tesshu)
- Hyakubake (ninja imitatore senza volto, capace di assumere l'aspetto, la voce e le abilità di altri guerrieri; viene ucciso da Rikimaru e Ayame)

Tra le sue schiere c'è un esercito di demoni, ninja demoniaci, non-morti, spettri, ronin e monaci posseduti.

## Significato dei nomi
- Ayame (彩女) = "ragazza piena di colori", Ayame è anche un omofono per "iris", che è un fiore, ed è un tipico nome femminile in Giappone. Inoltre, in un altro verso, il suo nome comprende la parola "殺める ayame-ru" = "uccidere", quindi "iris che uccide" oppure, come il personaggio stesso afferma nel secondo gioco, "ragazza assassina".
- Rikimaru (力丸) = "Forza (力)" e "Maru (丸)" (Ragazzo), quindi probabilmente inteso come "Ragazzo della Forza".
- Tatsumaru (龍丸) = "Drago (龍)" e "Maru (丸)" (Ragazzo), quindi "Ragazzo Drago".
- Izayoi (十六夜) = "sedicesima notte" o "sedicesima notte della luna", riferito al calendario lunare. Izayoi è la forma simbolica di "いざよう (izayo-u)" = "esitare a muoversi". Infatti nella sedicesima notte la luna appare nel cielo più tardi rispetto alla luna piena (quindicesima notte), quindi ha esitato a comparire.
- Gouda Matsunoshin (alias Lord Gohda) (郷田 松之信) = Risaia del villaggio (郷田, Gouda), Fede del pino (松之信, Matsunoshin)
- Kiku-hime (菊姫) = "Crisantemo-principessa" "菊" = Kiku, il nome. "姫" = Hime, il titolo (principessa), quindi "principessa crisantemo".
- Seikiya Naotada (関谷 直忠) = Ingresso della valle (関谷, Seikiya), onesta lealtà (直忠, Naotada).
- Onikage (鬼陰) = "Ombra del demone", "鬼" = Oni, demone. "陰" = Kage, ombra. Inoltre il Kage si riferisce anche a ninja. Il "Kage" della parola di solito è espresso dal carattere "影" = ombra (forma) mentre nella parola è espresso dal carattere "陰" = ombra (zona), questo perché esprime meglio l'indole oscura del personaggio. La differenza tra i due caratteri è come la sottile differenza tra Shadow e Shade della lingua inglese.
- Mei-oh (冥王) = "Signore delle tenebre" o "Signore dell'oltretomba". 冥王星 è il nome giapponese di Plutone (con 星 = stella)
- Tajima Eigorou (田島 英五朗) = "Isola risaia" (田島, Tajima), oppure "ragazzo esageratamente allegro" (英五朗, Eigorou), come il personaggio stesso appare nel gioco.
- Ganda (巌陀) = "Roccia dura", 巌 = Roccia, Rigido; 陀 = è la translitterazione del termine sanscrito "dah" al carattere cinese usato molto spesso in termini del Buddismo.
- Kagura (神楽) = "inno e danza di accompagnamento nella cerimonia al santuario di Shinto". Kagura è conosciuta di solito come la danza cerimoniale del santuario di Shinto
- Dr. Kimaira (機舞羅) = Machine (機), Dance (舞), silk (羅), quindi "Macchina della danzante seta". I caratteri sono foneticamente identici a "キマイラ (kimaira)" = "Chimaira", che in greco significa "chimera", un mostro della mitologia greca dal corpo costituito da diverse parti di animali. In questo caso, l'unione di Kimaira e la sua bambola Mahime, simulano la corporatura polimorfica della chimera.
- Tenrai (天来) = "venuto dal paradiso" (天 = Paradiso)
- Fujioka Tesshu (藤岡 鉄舟) = Collina dei glicini (藤岡, Fujioka), Barca di ferro (鉄舟, Tesshu)
- Rin (凛) = un significato è "freddo", ma la parola spesso significa "dal carattere forte", termine usato come aggettivo per descrivere una donna.
- Jinnai Ukyo (陣内 右京) = Che sta nei ranghi (陣内, Jinnai), a ovest a metà della capitale (右京, Ukyo)

## Stile di gioco
Il gioco ha una visuale in terza persona. Per aiutare il ninja durante una missione sono presenti numerosi oggetti, alcuni dei quali possono essere acquisiti solo se il giocatore raggiunge il voto "Gran Maestro" (450 punti nella missione) alla fine del livello. Gli oggetti e i controlli variano da gioco in gioco ma lo stile è essenzialmente sempre lo stesso. Il camuffamento è un elemento molto importante nel gioco, il giocatore deve nascondersi dietro muri o in buche, muoversi strisciando o accovacciato per evitare di essere scoperto. I nemici, se colpiti in modo silenzioso senza che nessuno ti stia vedendo al momento dell'uccisione, muoiono con un singolo colpo (definita uccisione silenziosa). Un giocatore può evitare di essere scoperto tenendo d'occhio il cosiddetto Ki meter (metro Ki), più alto è il numero, più vicino è il nemico dal personaggio in linea d'aria (non contano gli ostacoli, come per esempio un muro) e ha un campo che va da 0 (nemico molto lontano) a 95 (nemico accanto al personaggio). Se il personaggio viene scoperto il Ki meter diventa rosso e il nemico avvertirà tutti i suoi compagni nelle vicinanze, a quel punto il giocatore deciderà se combattere o nascondersi da qualche parte fino a quando i nemici non smetteranno di cercare il personaggio e ricominceranno il loro itinerario di guardia (ogni nemico ne ha uno ed è ciclico).

### Legenda del Ki meter
- Rosso (simbolo "!!") = I nemici hanno avvistato il personaggio e cominceranno ad attaccarlo, conta come un avvistamento nel punteggio finale (ogni nemico che sopraggiunge conta come un avvistamento in più), il metro non cambia fintanto che i nemici vedono il personaggio e quando lo perdono di vista diventerà viola.
- Viola (simbolo "!?") = I nemici non stanno vedendo il personaggio ma sanno della sua presenza e lo stanno cercando, non conta come un avvistamento, il metro cambia dopo un tempo che varia secondo il livello di difficoltà e secondo il gioco.
- Giallo (simbolo "!") = Un nemico ha intravisto la presenza del personaggio e lentamente si avvicina a lui fino a che non lo avvista definitivamente, non conta come un avvistamento e dura fino a quando il personaggio non si è allontanato a dovere dal nemico, di solito precede il Rosso nel passaggio del Ki meter dal Verde al Rosso.
- Verde (simbolo "?") = Nessuno sa della presenza del personaggio e i nemici eseguono il loro normale itinerario di guardia, è in questo stato del Ki meter che si possono eseguire le uccisioni silenziose e si vedono i valori della lontananza del nemico.

## Giochi
Tenchu: Stealth Assassins (1998)
- Console: PlayStation
- Sviluppo: Acquire

Scena di gioco di Tenchu: Shadow Assassins

- Editore: Sony Music Entertainment, Activision

Tenchu: Shinobi Gaisen (1999)
- Console: PlayStation
- Sviluppo: Acquire
- Editore: Sony Music Entertainment

Tenchu: Shinobi Hyakusen (1999)
- Console: PlayStation
- Sviluppo: Acquire
- Editore: Sony Music Entertainment

Tenchu 2: Birth of the Stealth Assassins (2000)
- Console: PlayStation
- Sviluppo: Acquire
- Publisher: Activision

Tenchu: Wrath of Heaven (2003)/Tenchu: Return from Darkness (2004)/Tenchu 3 Portable (2009)
- Console: PlayStation 2/Xbox/Playstation Portable
- Sviluppo: K2 LLC (PS2 e Xbox), From Software (PSP)
- Editore: Activision, From Software

Tenchu: Fatal Shadows (2005)
- Console: PlayStation 2
- Sviluppo: K2
- Editore: From Software, Sega

Tenchu: Time of the Assassins (2005)
- Console: PlayStation Portable
- Sviluppo: K2
- Editore: From Software, Sega

Tenchu: Dark Secret (2006)
- Console: Nintendo DS

Tenchu Senran / Tenchu Z (2007)
- Console: Xbox 360
- Sviluppo: From Software
- Editore: From Software

Tenchu: Shadow Assassins (2009)
- Console: Nintendo Wii/PlayStation Portable
- Sviluppo: From Software
- Editore: Ubisoft

Inoltre Sekiro: Shadows Die Twice originariamente era nato come un nuovo Tenchu, poi con la collaborazione con Activision ha subito varie modifiche e si è distaccato dalla saga.

### Ufficiali
- TenchuMission.com, su TenchuMissions.com. URL consultato l'11 novembre 2018 (archiviato dall'url originale il 7 ottobre 2016).
- Tenchu.net.
- Sito di Activision, su activision.com. URL consultato il 19 agosto 2006 (archiviato dall'url originale il 16 maggio 2008).

### Non ufficiali
- Colonna sonora Tenchu: Stealth Assassins, su musicbrainz.org.
- Colonna sonora Tenchu: Wrath of Heaven / Tenchu: Return from Darkness, su musicbrainz.org.
- Sito italiano non ufficiale pubblicato nel 2007 dedicato a Tenchu / VillaggioAzuma.it, su villaggioazuma.it. URL consultato il 23 giugno 2019 (archiviato dall'url originale il 3 gennaio 2014).